# Eurata bolivae
Eurata bolivae är en fjärilsart som beskrevs av Embrik Strand 1917. Eurata bolivae ingår i släktet Eurata och familjen björnspinnare. Inga underarter finns listade i Catalogue of Life.